# Лестница в небеса (телесериал)
«Лестница в небеса» — российский драматический телесериал 2013 года. Сюжет взят от  одноимённого южнокорейского телесериала.
Премьера телесериала на украинском телеканале «Украина» состоялась 4 февраля 2016 года, на «Первом канале» — 23 марта 2016 года.

## Сюжет
Молодой мужчина Артём часто приходит на берег моря, где вспоминает свою первую любовь — девушку по имени Анна. Артём и Анна были знакомы с младенчества и практически не расставались. Ещё больше детей сблизили несчастья, произошедшие с их семьями: сначала ослепла и умерла мать Анны, потом в автокатастрофе погиб отец Артёма.
Шли годы. Артём и Анна выросли. Их детская дружба переросла в чистую юношескую любовь. Отец Анны женился на актрисе Авдотье Макаровой. Двое её детей — сын Тристан и дочь Изольда — стали для Анны сводными братом и сестрой. Вскоре Тристан начал проявлять интерес к Анне, а Изольда — к Артёму.
Артём уехал учиться в Лондон, но на время каникул решил вернуться домой. Анна должна была встретить его, но была сбита машиной, за рулём которой находилась Изольда. Решив, что Анна мертва, Изольда привезла девушку к своему отцу. Когда Анна очнулась, выяснилось, что она потеряла память. Тристан
внушил девушке, что её зовут Ольгой, а Изольда и Авдотья сымитировали смерть Анны, развеяв над морем прах другой женщины.
Прошло 5 лет. Артём готовился к свадьбе с Изольдой. Анна жила под именем Ольга Павлова, встречалась с Тристаном и была владелицей магазина одежды «Сарафан». Однажды Артём встретил Анну, но она его не узнала. Тогда он пригласил девушку на работу в фирму «Irin Group», которой владела его мать. Через некоторое время к Анне вернулась память и она поняла, что фактически её жизнь принадлежала другим людям.
Вскоре Анна узнала, что у неё опухоль обоих глаз и ей необходима пересадка роговицы. Однако донором мог стать лишь мёртвый человек. Тристан, решив пожертвовать свои глаза для Анны, покончил с собой. Позже Артём смог разоблачить аферу семьи Макаровых, виновных в том, что Анна ослепла. Артём и Анна поженились.
После операции оказалось, что метастазы добрались до мозга Анны, и шансов выжить у неё совсем мало. Узнав, что Тристан пожертвовал собой ради её спасения, Анна отказалась от лечения. Вскоре Артём по просьбе девушки привёл её на пляж, где она и умерла.
Спустя 10 лет Артём вспоминает свои отношения с Анной как самый счастливый период в жизни. Он верит, что после смерти встретится с любимой, и они уже никогда не расстанутся.

## В ролях
- Вера Житницкая — Анна Вяземская
- Микаэл Арамян — Артём Руднев
- Екатерина Симаходская — Изольда Макарова
- Нил Кропалов — Тристан Макаров
- Янина Соколовская — Авдотья Макарова; жена Кирилла; бывшая жена Михаила
- Александр Песков — Михаил Макаров; бывший муж Авдотьи; отец Изольды и Тристана
- Оксана Дорохина — Ирина Руднева; мать Артёма; бизнесвумен
- Михаил Полосухин — Фарид; биологический отец и начальник охраны Артёма
- Игорь Карташев — Кирилл Вяземский; отец Ани; муж Авдотьи
- Дмитрий Сотиради — Максим
- Дэни Аласания — Артём в детстве
- Лёля Баранова — Анна в детстве
- Вероника Амирханова — Изольда в детстве
- Максим Бычков — Тристан в детстве
- Артем Мурадов — Артём в 6 лет
- Евгения Устюгова — Аня в 6 лет
- Дмитрий Сапронов — Вадим
- Сергей Фишер — Борис
- Мария Ильина — Яна

## Отзывы и критика
Оценка зрителей на Кинопоиске 4,7 из 10.

Классическая тема Золушки не была оценена по достоинству зрителями, так как имела наскучившие конструкции сюжета, в отличие от Японии, где тема востребована. Снимали сериал «Лестница в небо» практически кадр в кадр, как в корейской версии. Экзотические перипетии жизни главной героини (сбита машиной, потеряла память, смена имени, может ослепнуть) не тронули сердца зрителей. Однозначно неправдоподобные злые персонажи, затянутость, искусственность, показали, что дорама требует тщательной проработки при адаптации.— 